# Sebastian Thieme
Sebastian Thieme (* 24. Januar 1978 in Zwenkau bei Leipzig) ist ein deutscher Ökonom.

## Leben
Nach seinem Abitur und einer sich daran anschließenden Lehre zum Bürokaufmann (1999) studierte er ab 2000 Volkswirtschaftslehre und schloss das Studium 2007 an der Universität Leipzig mit einer Diplomarbeit über „Schmuggel als ökonomisches Phänomen“ ab. Es folgte eine Promotion im gleichen Fach bei Friedrun Quaas an der Universität Leipzig mit einer interdisziplinär angelegten Arbeit über die Selbsterhaltung (Subsistenz) als ökonomisches Motiv und deren Rechtfertigung, die er 2012 mit Auszeichnung (Summa cum laude) beendete. Thieme war in verschiedenen Projekten zur Pluralen Ökonomik tätig, erster Schasching-Fellow der Katholischen Sozialakademie Österreichs und mehrmals Vertretungsprofessor am Fachbereich Verwaltungswissenschaften der Hochschule Harz in Halberstadt. Darüber hinaus lehrte er an verschiedenen Hochschulen zur Wirtschaftsethik und ist publizistisch tätig (u. a. für Der Standard, Frankfurter Rundschau, der Freitag, OXI, Jacobin und Neues Deutschland).
Thieme engagiert sich für eine Plurale Ökonomik, vertritt die deutsche Sektion der World Economics Association (WEA) und ist Fellow der MeM – Denkfabrik für Wirtschaftsethik in Berlin. Die Neue Zürcher Zeitung führte ihn unter den zehn deutschen Ökonominnen und Ökonomen, die zwischen 1. Juli 2020 und dem 30. Juni 2021 am stärksten auf Twitter präsent waren. Sebastian Thieme lebt in Wien und ist Vater eines Sohnes.

## Forschung und Forschungsschwerpunkte
Die wissenschaftlichen Arbeiten von Thieme zeigen eine interdisziplinär ausgerichtete Plurale Ökonomik, die auch ideengeschichtliche und normative Aspekte berücksichtigt und sozialökonomische Züge trägt.
Zu seinen Forschungsschwerpunkten zählt die Bedeutung der Selbsterhaltung als wirtschaftliches Motiv, dessen Rechtfertigung und den daraus resultierenden Konsequenzen, insbesondere für die Sozialpolitik. Ein zweiter Forschungsschwerpunkt liegt auf der Pluralen Ökonomik. Zu nennen ist hier die Mitarbeit an der ersten sozialökonomischen Studie zur Entwicklung der heterodoxen Ökonomik in Deutschland. Weitere Beiträge befassten sich mit einer sozialwissenschaftlichen Ökonomik, den Widersprüchen und Brüchen der heterodoxen Ökonomik sowie der Umsetzung einer Pluralen Ökonomik in der akademischen Lehre. Ein dritter Schwerpunkt adressiert die Konflikte mit ethischen und gesellschaftlichen Konventionen, die wirtschaftliches und wirtschaftstheoretisches Denken hervorrufen können (ökonomische Misanthropie).
Weitere Forschungsinteressen liegen im Wirtschaftsstildenken, in einem Ethik-Kodex in der Ökonomik und in deliberativen Formen wissenschaftlicher Auseinandersetzung im Rahmen des Paderborner Erwägungskonzepts.

## Schriften

### Monographien
- Thieme, Sebastian (2024): Wohlstand. Ideengeschichtliche Positionen von der Frühgeschichte bis heute. Leverkusen: UTB Verlag Barbara Budrich, ISBN 978-3-8252-6320-1.
- Thieme, Sebastian (2017): Menschengerechtes Wirtschaften? Subsistenzethische Perspektiven auf die katholische Sozialethik, feministische Ökonomik und Gesellschaftspolitik. Opladen, Berlin und Toronto: Budrich. ISBN 978-3-8474-2077-4
- Heise, Arne; Sander, Henrike; Thieme, Sebastian (2017): Das Ende der Heterodoxie? Die Entwicklung der Wirtschaftswissenschaft in Deutschland. Berlin: Springer VS. ISBN 978-3-658-14908-6
- Thieme, Sebastian (2013): Der Ökonom als Menschenfeind? Über die misanthropischen Grundmuster der Ökonomik. Opladen, Berlin und Toronto: Budrich. ISBN 978-3-8474-0108-7
- Thieme, Sebastian (2012): Das Subsistenzrecht: Begriff, ökonomische Traditionen und Konsequenzen, Dissertation. Marburg: Metropolis. ISBN 978-3-89518-910-4

### Ausgewählte Fachartikel & Beiträge in Sammelbänden
- Thieme, Sebastian (2020): Plurale Einführung in die VWL? In: Bäuerle, Lukas; Urban, Janina [Hrsg.]: Wirtschaft neu denken – Erfahrungen aus der pluralen sozioökonomischen Hochschulbildung. Wiesbaden: Springer VS, S. 47–60. ISBN 978-3-658-30919-0
- Thieme, Sebastian (2019): Ökonomik als Sozialwissenschaft? Kritische Anmerkungen zur Pluralismus-Debatte. In:  Graupe, Silja; Ötsch, Walter; Rommel, Florian [Hrsg.], Spiel-Räume des Denkens. Festschrift zu Ehren von Karl-Heinz Brodbeck, Marburg: Metropolis, S. 257–286. ISBN 978-3-7316-1379-4
- Thieme, Sebastian (2018): Spiethoff’s Economic Styles: a Pluralistic Approach? In: Economic Thought, Vol. 7, Nr. 1, S. 19–41.
- Hirte, Katrin; Thieme, Sebastian (2018): Heterodoxie in der Ökonomik: Aktuelle Situation und erkenntnistheoretische Probleme. In: Schetsche, Michael; Schmied-Knittel, Ina [Hrsg.]: Heterodoxie. Konzepte, Traditionen, Figuren der Abweichung. Köln: Herbert von Halem Verlag, S. 117–129. ISBN 978-3-7445-1113-1
- Thieme, Sebastian (2017): Die Frage der Normativität einer transformativen Wirtschaftswissenschaft. In: Pfriem, Reinhard; Schneidewind, Uwe; Barth, Jonathan; Graupe, Silja; Korbun Thomas [Hrsg.]: Transformative Wirtschaftswissenschaft im Kontext nachhaltiger Entwicklung. Marburg: Metropolis. S. 323–353. ISBN 978-3-7316-1286-5
- Heise, Arne; Thieme, Sebastian (2016): The Short Rise and Long Fall of Heterodox Economics in Germany After the 1970s: Explorations in a Scientific Field of Power and Struggle. In: Journal of Economic Issues, Vol L, Issue 4, S. 1105–1130.
- Heise, Arne; Thieme, Sebastian (2015): Zur De-Pluralisierung der Wirtschaftswissenschaften nach 1970: Explorationen in einem wissenschaftlichen Macht- und Kampffeld. In: Schmollers Jahrbuch, Jg. 135, H. 2, S. 155–187.
- Thieme, Sebastian (2014): Subsistenz, Viabilität und Sozialstaat: Grundzüge einer Subsistenzethik. In: Zeitschrift für Wirtschafts- und Unternehmensethik (ZfWU), Jg. 15, Heft 2, S. 203–278.